# Mont Caro
Der Mont Caro oder Caro ist mit 1441 msnm der höchste Gipfel der Ports de Tortosa-Beseit in Katalonien, einem Teil des südlichstem Abschnitts der Cordillera Prelitoral im Nordosten Spaniens.
Im Parc Natural dels Ports in der Gemeinde Roquetes gelegen, ist er zugleich die höchste Erhebung der Provinz Tarragona. Von Roquetes aus ist er auf einer 19 km langen Asphaltstraße, dem Camí de Caro, zu erreichen.
Auf dem Gipfel gibt es zwei größere und mehrere kleinere Antennen für Fernsehen und Mobilfunk und eine steinerne Marienfigur. Über ihn führen die GR-Fernwanderwege GR-8 und GR-171. Auf 1110 m liegt eine bewirtschaftete Berghütte.
Im Vergleich zur Ebene ist die Niederschlagsmenge in der Regel höher; unterhalb von 600 m ist Olivenanbau an allen Ausläufern verbreitet. In höheren Lagen dominieren Kiefern, vor allem Wald- und Schwarzkiefer.